# Bukovnica
Bukovnica (mađarski: Bakónak, prekomurski: Bükovnica) je naselje u slovenskoj Općini Moravskim Toplicama. Bukovnica se nalazi u pokrajini Prekomurju i statističkoj regiji Pomurju. 

## Stanovništvo
Prema popisu stanovništva iz 2002. godine naselje je imalo 48 stanovnika.